# Richard Lansdell
Richard Lansdell (1904-1944)  fut, pendant la Seconde Guerre mondiale, un agent du service secret britannique Special Operations Executive.
Situation militaire : SOE, section F, General List ; grade : lieutenant ; matricule : 309880.

## Famille
Sa femme : Theresa Lansdell, Alger.

## Éléments biographiques
Armand Richard Lansdell naît en France, à Marseille (Bouches du Rhône) le 11 juillet 1904.
Dans la nuit du 28 au 29 avril 1944, il est déposé en France. Il vient comme assistant du chef du réseau DONKEYMAN, Henri Frager, dans l'Yonne. Son nom de guerre est « Oscar ». En mai, il arrive à Cézy (Yonne) et se met à chercher à faire quelque chose, mais sans avancer beaucoup.
Il meurt en service actif, en France, le 3 juillet 1944. Il a 39 ans.

## Reconnaissance

### Distinction
Les sources ne mentionnent aucune distinction.

### Monuments
- En tant que l'un des 104 agents du SOE section F morts pour la France, Richard Lansdell est honoré au mémorial de Valençay (Indre).
- Perreuse Chateau Franco British National Cemetery, France, plot 2, rangée B, tombe 3.